# Thoracochaeta calminuta
Thoracochaeta calminuta är en tvåvingeart som först beskrevs av Marshall 1982.  Thoracochaeta calminuta ingår i släktet Thoracochaeta och familjen hoppflugor.
Artens utbredningsområde är Florida. Inga underarter finns listade i Catalogue of Life.